# 경기문화재연구원
경기문화재연구원은 1999년 4월 1일 경기문화재단 부설 기전문화재연구원으로 설립된 기관이다. 2008년 4월 1일 경기문화재단 경기문화재연구원으로 명칭이 변경되었다. 사무실은 수원시 팔달구 인계동 1116-1 경기문화재단 내에 있다.

## 설립목적
- 훼손되는 경기도 문화재 보존대책 강구
- 문화유산과 매장문화재에 대한 인식 제고
- 발굴전문기구 지원육성

## 사업목적
- 도내 개발지역에 대한 문화재 학술조사를 한국토지주택공사, 국가산하기관 및 각종 건설업체 등에서 용역으로 의뢰받아 시행
- 사전에 지표조사 실시 후 조사결과에 따라 시굴조사 및 발굴조사 시행
- 경기학 연구·활용사업 활성화와 경기문화 현양 및 비전 제시, 콘텐츠 개발 활용